# El vuelo de la ira
Vuelo de la furia (en inglés: Flight of Fury) es una película estadounidense de acción para DVD en 2007 dirigida por Michael Keusch y protagonizada por Steven Seagal. Fue filmada en Rumania y editada en DVD en los Estados Unidos el 20 de febrero de 2007.

## Sinopsis
El piloto de la Fuerza Aérea John Sands ha sido injustamente encarcelado en un centro de detención militar donde su memoria es químicamente borrada. Sus superiores se sienten amenazados por el conocimiento que obtuvo de sus tareas en operaciones que se consideraban delicadas  para los servicios regulares de inteligencia.
Más tarde, un bombardero  altamente secreto de la fuerza aérea conocido como el X-77, capaz de ir a ninguna parte sin ser detectado, es robado por un piloto corrupto de la Fuerza Aérea. El General Tom Barnes, excomandante de Sands, se entera de que Sands fue arrestado después de detener a un grupo de hombres que estaban robando un centro de descanso.
Sabiendo que Sands fue entrenador de Ratcher, Barnes envía a Sands al norte de Afganistán con su colega piloto Rick Jannick para recuperar el X-77, con la promesa de que Sands será un hombre libre si tiene éxito. Barnes cuenta con el almirante Frank Pendleton, quien se encuentra en un portaaviones en el Golfo de Arabia, con un equipo de pilotos de  reserva por si acaso necesita un ataque aéreo que se lanzará en el complejo en el que el X-77 ha sido ocultado. Más tarde, en un pueblo cercano al complejo de Stone Sands se encuentra con sus contactos Jessica y Rojar.
Como resultado, Stone nació de una madre y un padre musulmán británico. Stone había pasado su infancia en el Medio Oriente, pero fue educado en Oxford. La madre de Stone es asesinada en un ataque de las tropas estadounidenses durante la Tormenta del Desierto, y como resultado, un Stone vengativo formó el grupo terrorista Domingo Negro. Eliana es la segunda al mando de Stone. Ella entrena con varios grupos guerrilleros en la región, dándole a Stone el apoyo que él necesita.
Ahora, Stone planea usar el X-77 y su precisión milimétrica para lanzar dos bombas de guerra biológica in ser detectado una  de ellas en Europa, y la segunda en los Estados Unidos. Stone planea pagar a Ratcher otros $ 100 millones para volar el X-77 y lanzar las dos bombas. Sands, Jessica, y Rojar hacen planes para entrar al recinto de Stone y lanzar un ataque, pero Stone cuenta con unos 60 mercenarios fuertemente armados que custodian el recinto. Rojar inicia un tiroteo entre los terroristas mientras Sands rescata a Jannick. Después de una disputa sobre el dinero, Ratcher dispara y mata a Stone.
Sands somete a algunos de los terroristas a mano mientras Jessica dispara y mata a Eliana. Jannick atrapa a Ratcher mientras Sands y Jessica se van en el X-77, pero Ratcher logra dispararles y despegar en un F16. Después de un breve combate aéreo Sands se las arregla para disparar y derribar a  Ratcher y volver a casa.

## Reparto
- Steven Seagal como John Sands.
- Angus MacInnes como el General Tom Barnes.
- Steve Toussaint como Ratcher.
- Marcos Bazeley como el Capitán Richard "Rick" Jannick.
- Ciera Payton como Jessica.
- Alki David como Rojar.
- Tim Woodward como almirante Frank Pendleton.
- Katie Jones como Eliana Reed.
- Vincenzo Nicoli como Peter Stone.

## Recepción de la crítica
En general la reacción de la crítica fue negativa. Seagal fue elogiado por su pérdida de peso, pero la película en sí fue muy criticada por el uso de imágenes de archivo. La película no tiene clasificación en Rotten Tomatoes.